# Vyšenské kopce
Vyšenské kopce jsou národní přírodní rezervace v okrese Český Krumlov. Nachází se v Blanském lese, na jižním úpatí masivu Kletě – v údolí pod Městským vrchem (608 m), dva kilometry severozápadně od centra Českého Krumlova. Je součástí chráněné krajinné oblasti Blanský les a Evropsky významné lokality Blanský les. Rezervace je jedním z přírodovědecky nejcennějších území Jihočeského kraje. V roce 1997 byla vybudována Naučná stezka národní přírodní rezervací Vyšenské kopce, má patnáct zastavení a délku 2,5 kilometru.
Předmětem ochrany je reliktní komplex společenstev na rozsáhlém vápencovém podloží, křovinné, lesní a semixerotermní travinobylinné formace s řadou teplomilných vzácných a chráněných druhů rostlin a živočichů.

## Lokalita
Národní přírodní rezervace Vyšenské kopce se nachází na jižním úpatí masívu Kleť na území chráněné krajinné oblasti Blanský les přibližně dva kilometry severně od osady Vyšný a 2,5 kilometru severozápadně od města Českého Krumlova. Poblíž městské části Nové Dobrkovice kopíruje jižní hranice území železniční trať České Budějovice – Volary, načež se poblíž místní části Kájova, zvané Staré Dobrkovice, hranice odklání na sever. Část hranice následně kopíruje část koryta potoka Hučnice směrem na sever, kde jsou chráněny lesní porosty okolo Vyšenského potoka až k hranici osady Vyšný. Východní hranice se táhne pod 606 metrů vysokým Městským vrchem.

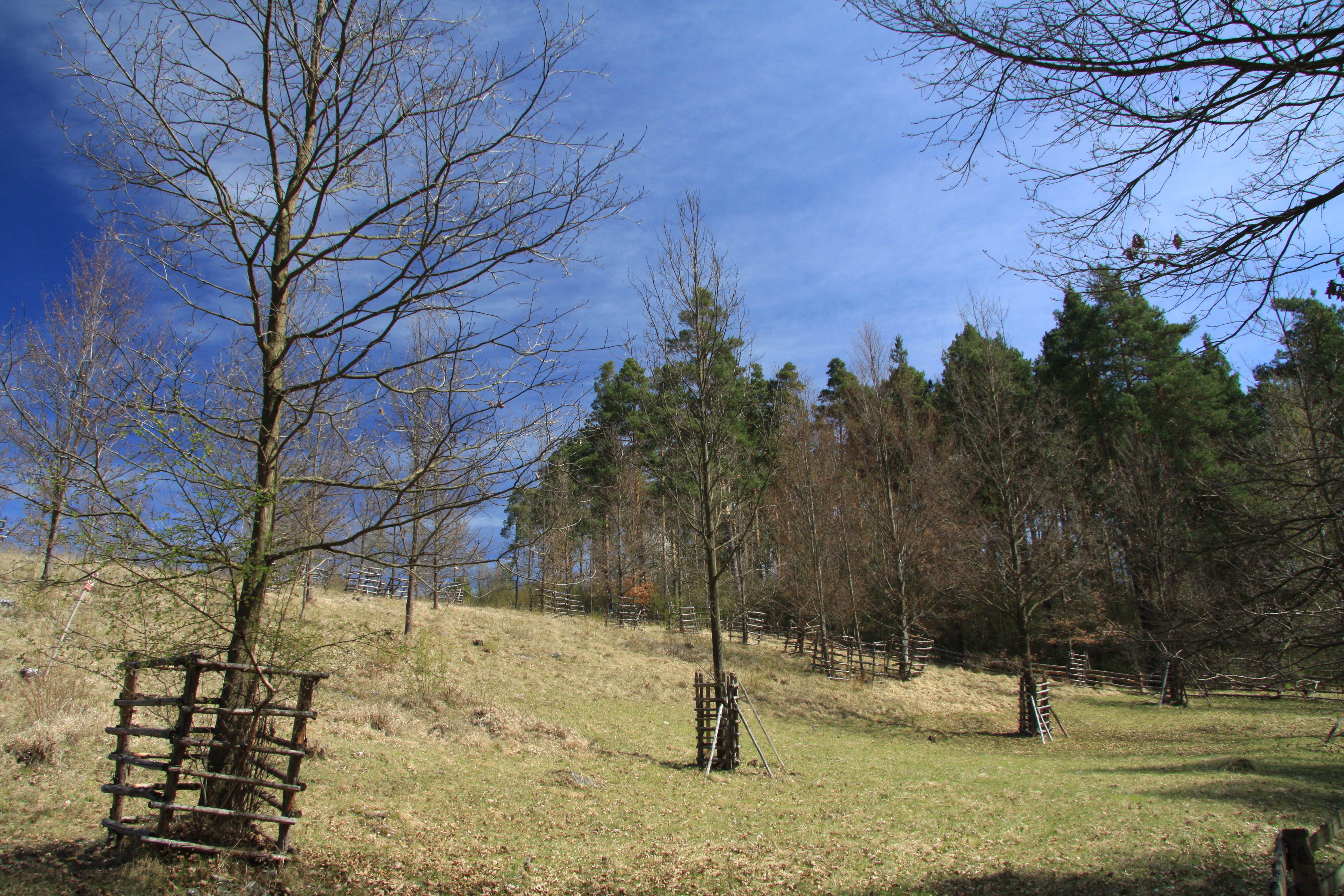
Na části území probíhá stále pastva

Území se nachází ve členitém terénu o nadmořské výšce 504 až 608 metrů, nicméně jiný zdroj uvádí nejnižší místo lokality na 500 metrů.

## Historie
Oblast národní přírodní rezervace je využívána člověkem přinejmenším již od druhé poloviny 16. století, kdy zde byly založeny pastviny. Jiný zdroj hovoří dokonce o tom, že oblast byla pravděpodobně využívána jako pastvina již v době bronzové. Ať už začalo hospodaření na lokalitě kdykoliv, pravidelné spásání trávy hospodářskými zvířaty způsobilo, že se na lokalitě vytvořily vhodné podmínky pro vznik otevřených a druhově pestrých travinobylinných společenstev. Tato společenstva tvoří hlavní zájem ochrany přírody.
K samotnému vyhlášení národní přírodní rezervace došlo 6. března 1951 a to na ploše 7 ha. V roce 1992 došlo k rozšíření území o dalších 55 ha.

## Přírodní poměry
Oblast chráněného území klimaticky přísluší do mírně vlhkého a vlhké vrchovinné oblasti. Nicméně jelikož se nedaleko nachází pohoří Šumava, je zde srážkový stín. K tomu se připočítává závětří vznikající za horou Kleť, takže na lokalitě panují poměrně vysoké teploty a na srážky chudé podmínky.

### Geologie

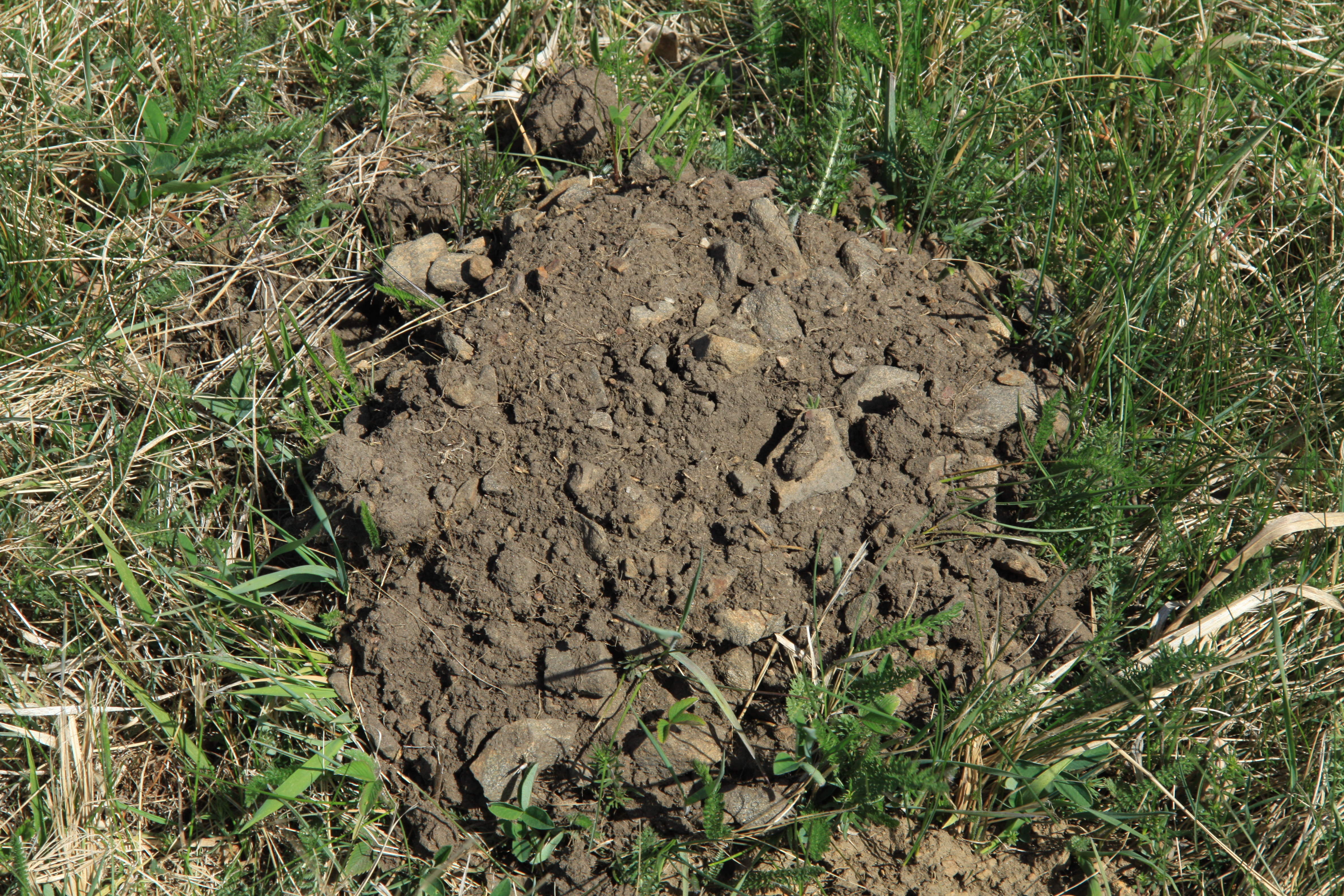
Krtinec v rezervaci

Oblast národní přírodní rezervace Vyšenské kopce se rozkládá v oblasti spadající do českokrumlovské části moldanubika. Horninové podloží tvoří převážně krystalický vápenec s vázanými ložisky vločkového grafitu. V severní části se v podloží nachází a k povrchu vystupují pararuly a slabé polohy amfibolitu. Taktéž se zde nachází erlány. V oblasti údolí Vyšenského potoka a Hučnice je moldanubikum překryto nivními hlínami holocenního stáří.

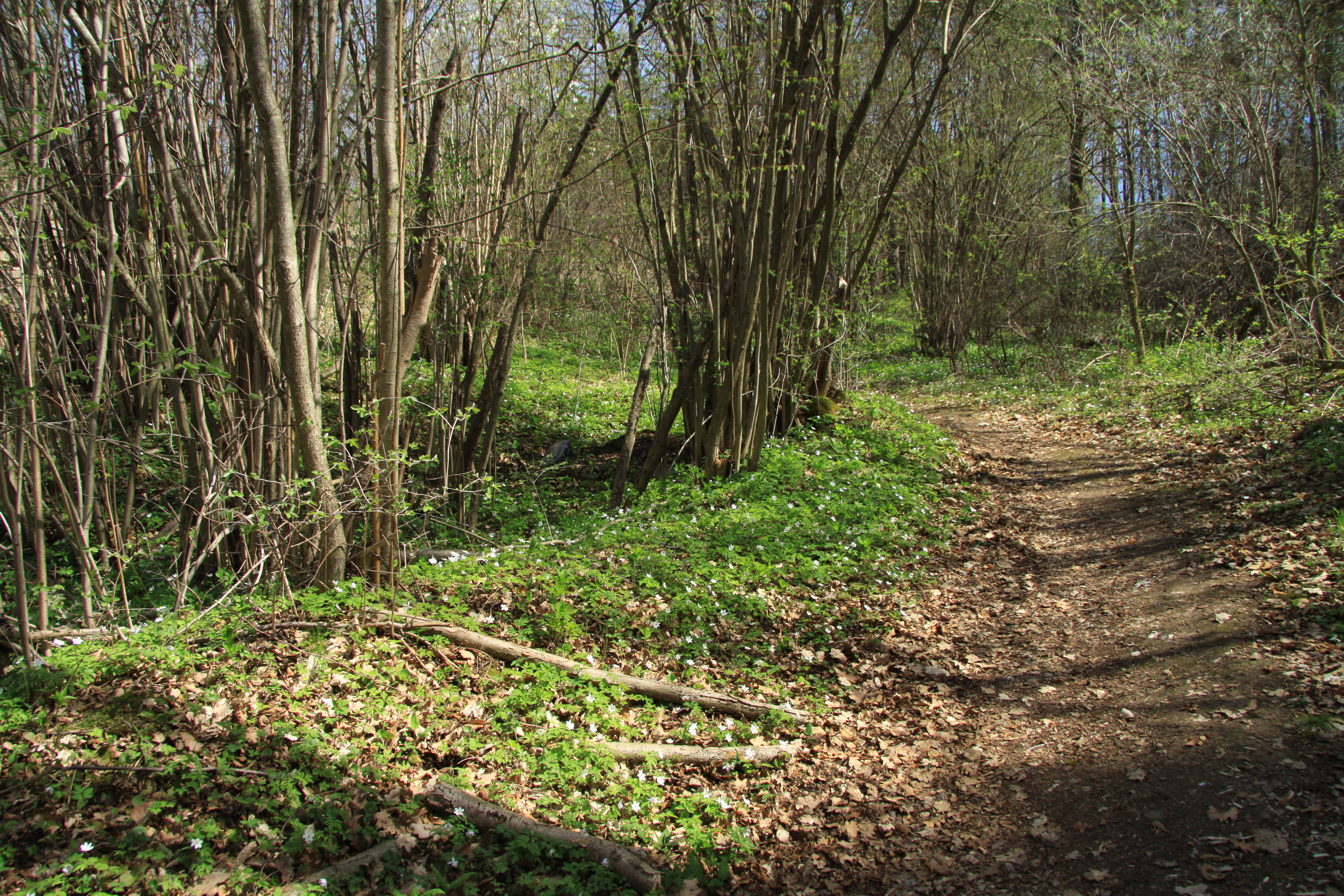
Skrze území vede řada lesních cest, včetně naučné stezky

Půdní profil tvoří v oblastech vápencového podloží kambizemní rendziny, v severní části území se pak nachází typické kambizemě. Niva Vyšenského potoka se nachází fluvizem glejová.

### Flóra
Z lesních stanovišť se zde nachází významné prosvětlené porosty, ve kterých převažuje borovice lesní (Pinus sylvestris). Ta roste převážně na jižních svazích s vápencovým podložím. Oproti tomu na kyselém podloží převládá acidofilní bučiny a fragmenty acidofilních doubrav. V místech, kde skrze území protéká dvojice vodních toků, se nachází fragmenty olšin a mokřadní louky.

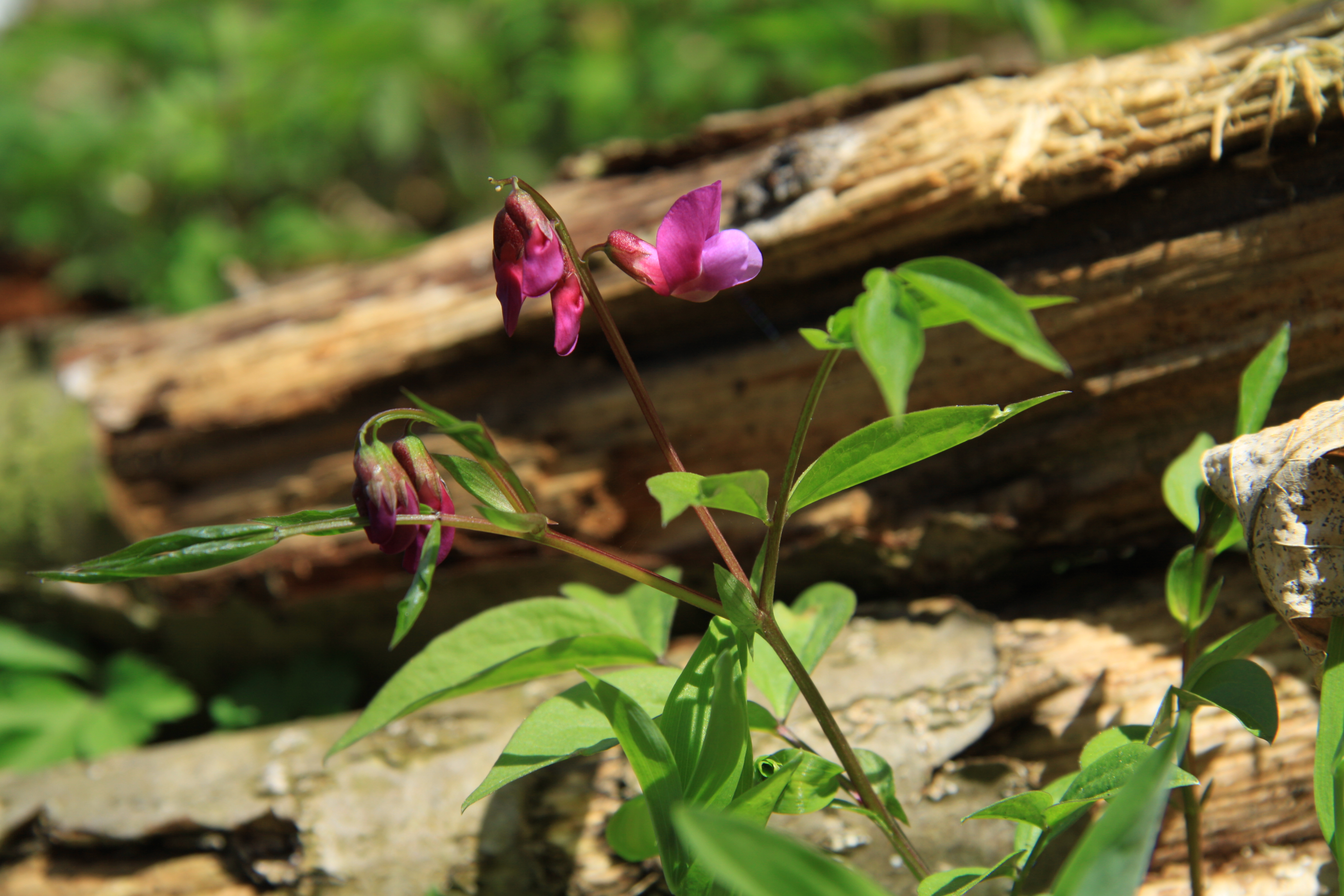
Hrachor jarní kvetoucí na jaře na lokalitě

Další část území pokrývají křovinaté formace a to převážně na severních expozicích. Tvoří je převážně lískou obecnou (Corylus avellana), roztroušeně v nich roste lípa srdčitá (Tilia cordata) i velkolistá (Tilia platyphyllos), javor klen (Acer pseudoplatanus), dub letní (Quercus robur) a další druhy listnáčů. V zastíněném bylinném patře převládají jaterník podléška (Hepatica nobilis), hrachor jarní (Lathyrus vernus), kostival hlíznatý (Symphytum tuberosum), bažanka vytrvalá (Mercurialis perennis), kopytník evropský (Asarum europaeum), orlíček obecný (Aquilegia vulgaris), lilie zlatohlavá (Lilium martagon), jarmanka větší (Astrantia major).
Mezi teplomilnou květenu patří divizna jižní rakouská (Verbascum chaixii subsp. austriacum), mařinka sivá (Galium glaucum), žebřice pyrenejská (Libanotis pyrenaica), kakost krvavý (Geranium sanguineum), skalník celokrajný (Cotoneaster integerrimus), čistec přímý (Stachys recta), záraza bílá (Orobanche alba subsp. alba). V místech, kde vystupují na povrch obnažené skalní bloky, se lokálně vyskytuje i vápnomilná vegetace efemér a sukulentů a štěrbinová vegetace vápnitých skal a drolin.

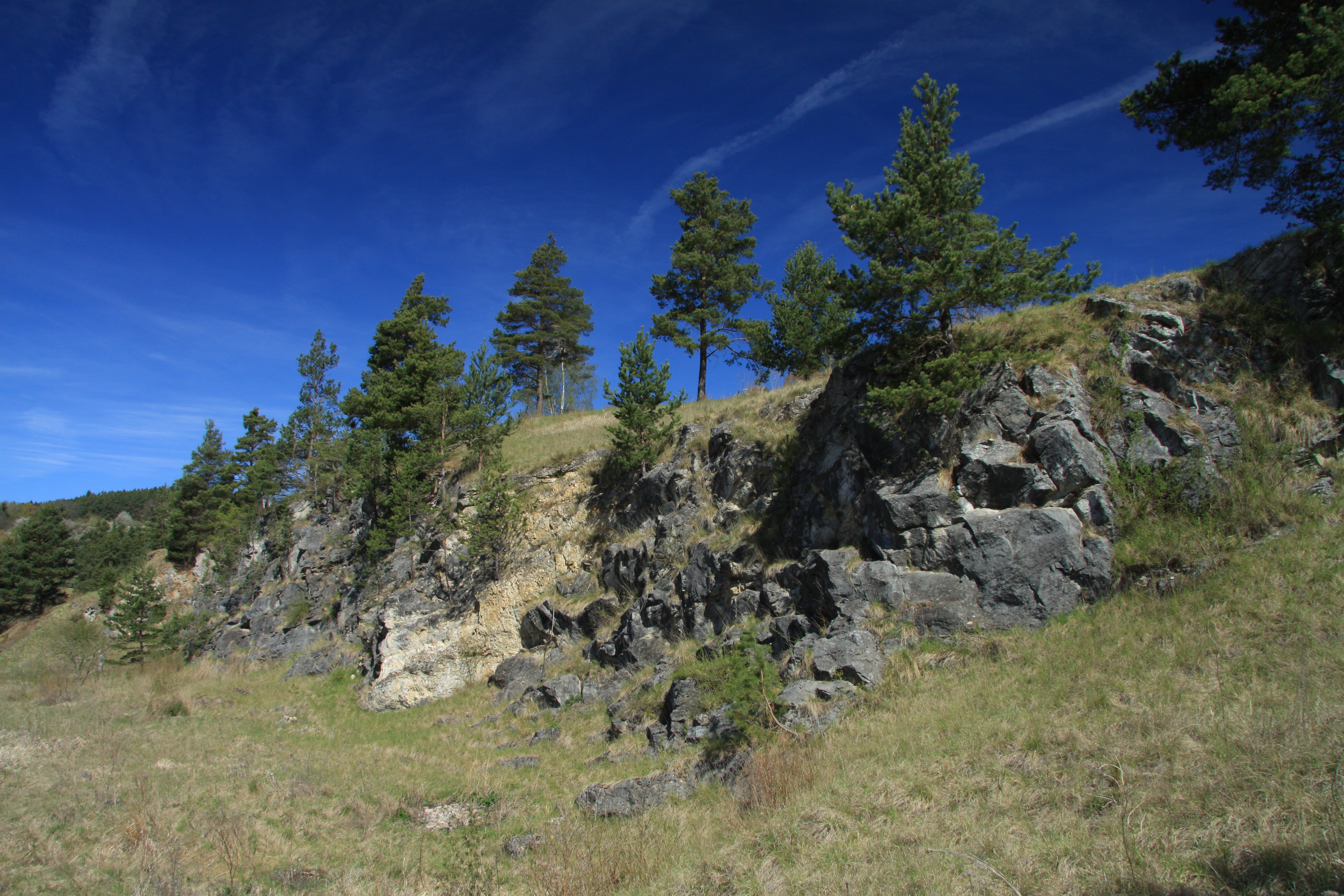
Poblíž železniční tratě se nacházejí obnažená skaliska

Na vápencovém podkladu zde rostou sasanka lesní (Anemone sylvestris), černohlávek velkokvětý (Prunella grandiflora), hořec křížatý (Gentiana cruciata), bělozářka větevnatá (Anthericum ramosum), pamětník rolní (Acinos arvensis), sveřep vzpřímený (Bromus erectus), ostřice Micheliova (Carex michelii), rozrazil ožankový (Veronica teucrium), dřišťál obecný (Berberis vulgaris), vítod chocholatý (Polygala comosa), černýš hajní (Melampyrum nemorosum), sleziník routička (Asplenium ruta-muraria), orlíček obecný (Aquilegia vulgaris), škarda ukousnutá (Crepis praemorsa), ožanka kalamandra (Teucrium chamaedrys), ožanka hroznatá (Teucrium botrys), kruštík tmavočervený (Epipactis atrorubens), jestřábník skvrnitý (Hieracium maculatum), růže vinná (Rosa rubiginosa), okrotice bílá (Cephalanthera damasonium), okrotice červená (Cephalanthera rubra) a další druhy.

### Mykoflóra
Rezervace je rovněž významnou mykologickou lokalitou, bylo zde zjištěno více než 300 druhů hub. Ke vzácnějším patří hřib satan (Boletus satanas), hřib medotrpký (Caloboletus radicans), kyj žlutotemenný (Clavariadelphus xanthocephalus), pavučinec vlnatý (Cortinarius cotoneus), vláknice jurská (Inocybe adaequata), ryzec citronový (Lactarius citriolens) a borový (Lactarius deliciosus), holubinka zlatá (Russula aurata), muchomůrka šiškovitá (Amanita strobiliformis), strmělka nezdobná (Clitocybe inornata), čirůvka načervenalá (Tricholoma orirubens), čirůvka kosatcová (Lepista irina), liškovec uhlový (Faerberia carbonaria), outkovka polní (Dichomitus campestris) a klouzek žíhaný (Suillus collinitus).

### Expanze jasanu ztepilého
Na lokalitě Vyšeneckých kopcích, podobně jako ve velké části Evropy, dochází k expanzi jasanu ztepilého (Fraxinus excelsior), který zarůstá světlé lesy.

### Fauna

#### Bezobratlí
Z fauny jsou významní především suchomilní a teplomilní zástupci hmyzu a měkkýšů. Je zde možné pozorovat zástupce motýlů jako je otakárek ovocný (Iphiclides podalirius), otakárek fenyklový (Papilio machaon), okáč zední (Lasiommata megera), žluťásek jižní (Colias alfacariensis), perleťovec velký (Argynnis aglaja). Lesní stanoviště dále obývá další druh motýla a to okáč kluběnkový (Erebia aethiops) a vlhké oblasti pak okáč rosičkový (Erebia medusa). V nelesních biotopech se můžeme dále setkat se zástupci modráska vikvicového (Polyommatus coridon), m. hnědoskvrnného (P. daphnis), soumračníka západního (Pyrgus trebevicensis) nebo dlouhozobku zimolezovou (Hemaris fuciformis). Z brouků se jedná hlavně o zástupce tesaříků, mandelinek a střevlíků. Z konkrétních druhů jmenujme například zástupce zlatohlávka zlatého (Cetonia aurata), chrobáka ozbrojeného (Bolboceras armiger), mravkolva běžného (Myrmeleon formicarius). V lesních společenstvích se dále vyskytuje tesařík dazule (Acanthocinus aedilis), nebo střevlík kožitý (Carabus coriaceus).
Z měkkýšů alpský druh zemoun skalní (Aegopis verticillus), sítovka menší (Aegopinella minor), údolníček drobný (Vallonia pulchella), řasnatka lesní (Macrogastra plicatula), skalnice kýlnatá (Helicigona lapicida) atd.

#### Obratlovci
Vlhčí oblasti obývá zástupce obojživelníků ropucha obecná (Bufo bufo) a rosnička zelená (Hyla arborea). Z plazů se zde můžeme setkat se slepýšem křehkým (Anquis fragilis) a užovkou hladkou (Coronella austriaca).

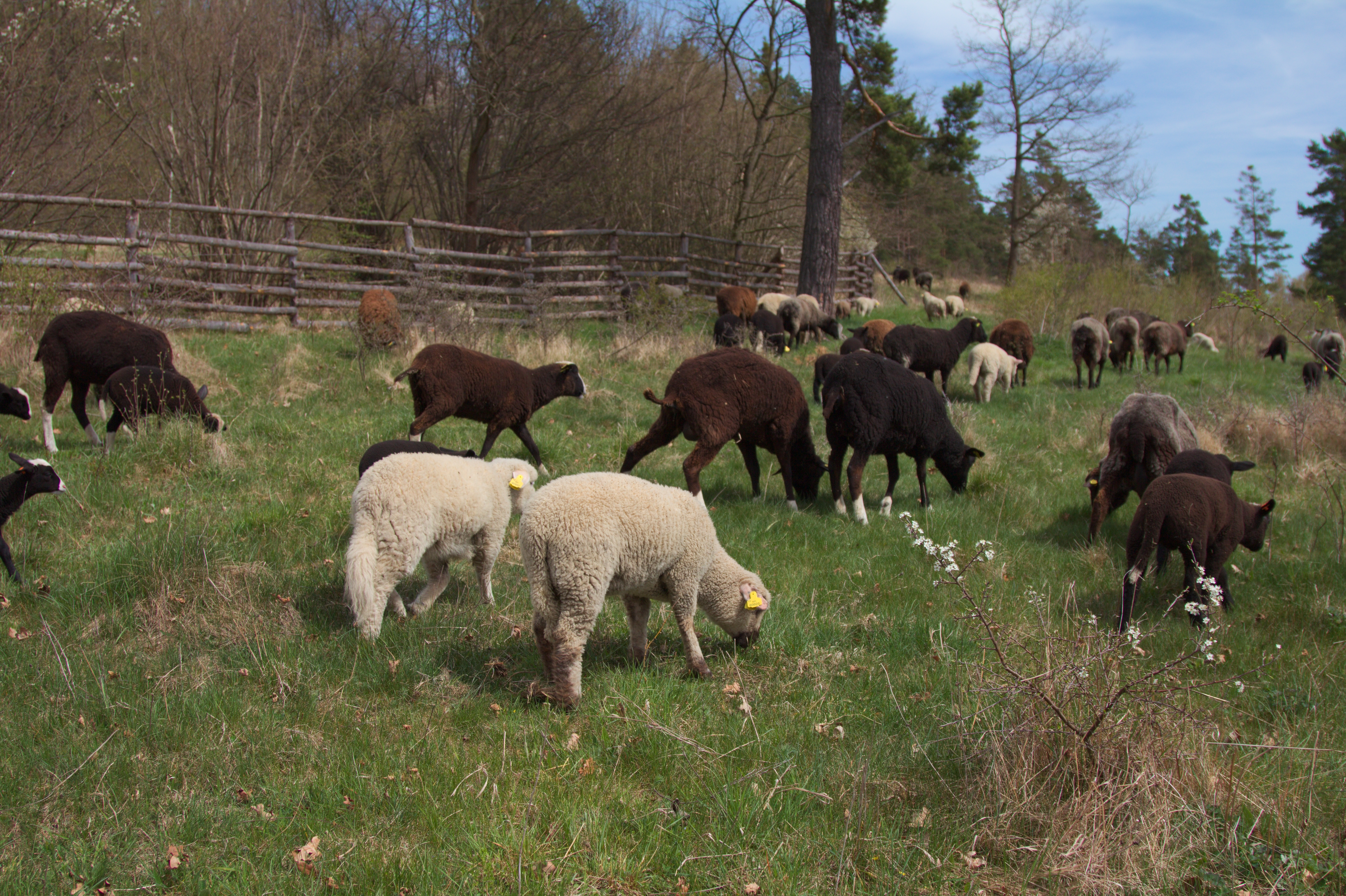
Pro pastvu se využívají převážně ovce a kozy

Z ptáků se na lesních stanovištích vyskytuje ťuhýk obecný (Lanius collurio). Zástupce savců obývající lokalitu reprezentuje například plšík lískový (Muscardinus avellanarius), který se specializuje na lesní stanoviště. Blízko vodních toků protékající lokalitou žije vydra říční (Lutra lutra)..

## Ochrana přírody
Ve snaze zachovat otevřená a druhově pestrá společenstva travobylinn dochází na lokalitě k řízeným zásahům ochranářů v podobě pravidelného kosení náletových dřevin a to buď ručně, či za pomoci mechanizace. V některých částech národní přírodní rezervace dochází taktéž k pastvě ovcí a koz.

## Turismus

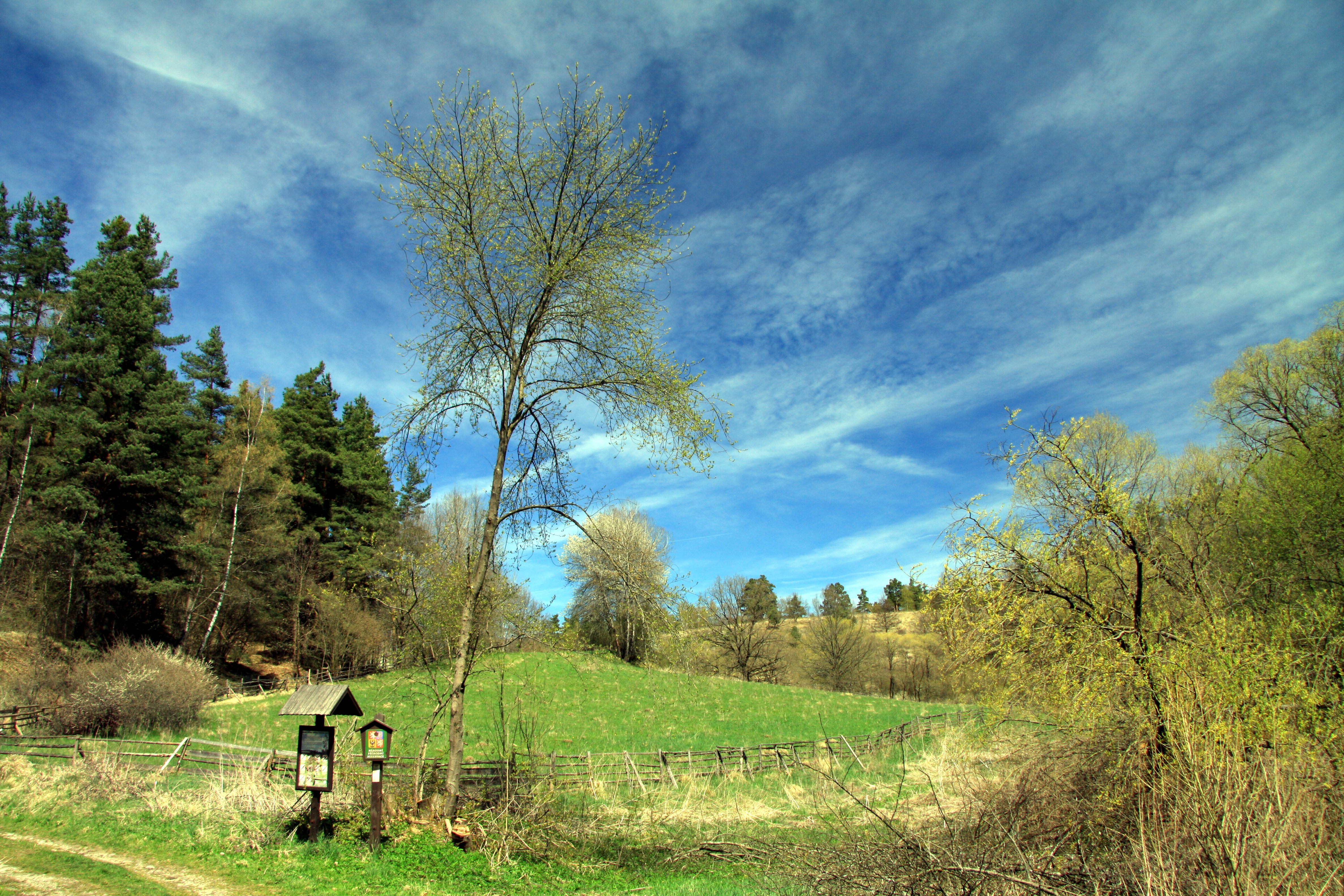
Jedno ze zastavení naučné stezky

Skrz lokalitu vede pro pěší naučná stezka Vyšenské kopce, která měří 2,5 kilometru a má patnáct zastavení. Stezka začíná u budovy Správy CHKO Blanský les v obci Vyšný nedaleko Českého Krumlova. Stezka návštěvníka vede skrze chráněné území, nicméně součástí stezky je i geologická expozice a botanická skalka, ve které jsou ukázky nejhojnějších rostlinných druhů rostoucích na lokalitě. Tato naučná stezka je otevřena celoročně a je volně přístupná.